# Пунцог Намгьял
Пунцог Намгьял (1604 — 1670) — первый чогьял (монарх) Сиккима, основатель единственной династии Сиккима, правившей до 1975 года, когда Сикким вошёл в состав Индии в качестве штата.
Родился в Гангтоке, сын Гуру Тэнсунга, правителя народа бхутия, потомок в тринадцатом поколении принца Кхье Бумса (Гуру Таши), пришедшего в Сикким из Тибета. После смерти отца сам стал правителем бхутиев. В 1642 году избран в качестве чогьяла и коронован тремя почитаемыми ламами Сиккима, которые, один с севера, один с запада и один с юга, независимо друг от друга пришли в Юксом. Правление чогьялов было предсказано Гуру Ринпоче, в VIII веке распространившим в Сиккиме буддизм. 
Был признан в качестве чогьяла Сиккима далай-ламой, приславшим ему шёлковый шарф со своей печатью. Установил буддизм в качестве государственной религии Сиккима и способствовал возникновению монастырей. Правил из Юксома, ставшего первой столицей Сиккима. При Пунцог Намгьяле Сикким, занимавший существенно большую территорию, чем сейчас, был разделён на двенадцать дзонгов (округов), управляемых дзонгпонами (губернаторами).
Жена происходила из тибетской знати. Сын, Тэнсунг Намгьял, в 1670 году наследовал в качестве чогьяла.